# Transvaal

Transvaals flagga

Transvaal, cirka 1890.

Transvaal (med betydelsen "Landet bortom Vaal") är en före detta provins i nordöstra Sydafrika. När apartheid föll 1994 delades provinsen upp i Gauteng, Nordvästprovinsen, Limpopo och Mpumalanga. Transvaal var också, tillsammans med Oranjefristaten, en av de två självständiga republiker som boerna utropade på 1800-talet. Dessa republiker upphörde att existera 1902 i och med britternas seger i Boerkrigen. Här hittades även världens största diamant.

## Historia
Området koloniserades av boerna under Den stora trekken (afrikaans: Die Groot Trek, "den stora marschen") 1835–1836. Då Natal ockuperades av britterna 1845 kom en ny ström av kolonister. Transvaal förklarade sig självständigt, och 1852 erkände Storbritannien landet självständigt. Fristaten Transvaal fick sin författning år 1856.
Landet annekterades 1877 av Storbritannien, men missnöje med det brittiska styret ledde till ett uppror, och 1881 fick området självstyre under brittisk suveränitet. 1884 blev landet en självständig stat under namnet Sydafrikanska republiken.
När de rika guldförekomsterna vid Witwatersrand upptäcktes 1886 blev området av stort intresse för guldgrävare och brittiska guldbolag.
Under det andra boerkriget ockuperades Transvaal 1900. Fram till 1907 var området en brittisk kronkoloni. 1910 blev Transvaal en provins i Sydafrika, vilket det sedan var fram till förändringarna 1994. Sedan dess existerar inte längre Transvaal som politisk enhet, men används fortfarande som en geografisk benämning.